# Église Saint-André de Calcutta
L’église Saint-André (en anglais St Andrew’s Church) est un édifice religieux anglican sis à Dalhousie square (B.B.D. Bag) au cœur du quartier administrative et financier de la ville de Calcutta (Inde). Construite à partir de 1815 comme première église presbytérienne écossaise de Calcutta, elle fait aujourd’hui partie du patrimoine de l'Église de l'Inde du Nord [CNI].

## Histoire
Accusée de ne pas donner aux Écossais les mêmes droits qu’aux Anglais, la Compagnie des Indes orientales décide en novembre 1813 d’accorder dans les trois Présidences (Bengale, Madras et Bombay) un terrain pour la construction d’une église pour les presbytériens écossais et d’allouer un salaire au ministre religieux qui y serait nommé. En novembre 1814 le révérend James Bryce, d’Aberdeen, est nommé chapelain de la communauté presbytérienne du Bengale.
Le terrain alloué, au coin nord-est de Dalhousie square, est celui de l’ancien tribunal qui avait été démoli en 1792.  Le marquis de Hastings, Gouverneur général des Indes, posa la première pierre de l’édifice le 30 novembre 1815, fête de saint André. La Compagnie des Indes orientales couvrit un tiers des frais de construction.  Consacrée par James Bryce premier pasteur écossais, elle fut ouverte au culte le 8 mars 1818. En 1835 une cloche fut installée dans le clocher de l’église.

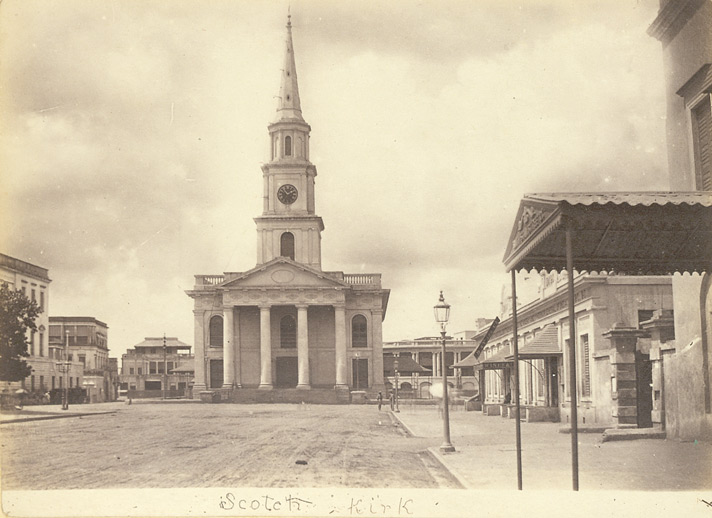
Dalhousie square et l'église Saint-André, en 1878

En 1843 un grave schisme divise l’Église d’Écosse. Bien qu’il ait eu lieu en Écosse les conséquences se font sentir jusqu’à Calcutta. Un groupe de membres fonde alors l’'Église presbytérienne libre' (la ‘Free Church of Scotland’) et construit son propre lieu de culte à Wellesley street. Cent ans plus tard (1942) les deux groupes se réconcilient et choisissent l'église Saint-André comme lieu de culte commun
Au fil des temps les rapports avec l’Église d’Écosse se distendent, des étrangers d’autres confessions protestantes, et surtout des chrétiens indiens en nombre croissant, se joignent à la communauté religieuse de Saint-André. Le cout de faire venir d’Écosse un pasteur devient également prohibitif. Tout cela fait que l’église Saint-André entre en négociation avec d’autres églises protestantes, presbytériennes et congrégationalistes pour former l’Église de l’Inde du Nord (‘Church of North India). L’église Saint-André rejoint cette union en 1970 et est aujourd’hui une de ses paroisses de Calcutta, tout en gardant une certaine autonomie et des caractéristiques propres. 

## Description
L’église, aux lignes classiques, avec fronton surbaissé et colonnes doriques, suggère l’architecture grecque classique. Bien que le portique d’entrée avec large volée d’escaliers soit au sud du bâtiment (sur 'Dalhousie square') le côté nord a également son portique. Tous deux sont agrémentés d’impressionnantes colonnes doriques.